# 大日本帝国憲法第72条
大日本帝国憲法第72条（だいにほん/だいにっぽん ていこくけんぽう だい72じょう）は、第6章にある、会計検査院に関する規定である。
この内容を基に1889年に会計検査院法が制定された。

## 現代風の表記
1. 国家の歳入歳出の決算は、会計検査院がこれを検査確定し、政府は、その検査報告とともにこれを帝国議会に提出しなければならない。
2. 会計検査院の組織及び職権は、法律でこれを定める。

## 参考資料
国立国会図書館 大日本帝国憲法